# Ярковиці
Ярковиці (пол. Jarkowice, нім. Hermsdorf) — село в Польщі, у гміні Любавка Каменноґурського повіту Нижньосілезького воєводства.
Населення — 381 особа (2011).
У 1975-1998 роках село належало до Єленьоґурського воєводства.

## Демографія
Демографічна структура станом на 31 березня 2011 року:
|          | Загалом | Допрацездатний вік | Працездатний вік | Постпрацездатний вік |
| -------- | ------- | ------------------ | ---------------- | -------------------- |
| Чоловіки | 192     | 33                 | 143              | 16                   |
| Жінки    | 189     | 28                 | 117              | 44                   |
| Разом    | 381     | 61                 | 260              | 60                   |